# Marion Borras
Marion Borras (Pontcharra, 24 novembre 1997) è una pistard e ciclista su strada francese, vincitrice di tre medaglie ai campionati del mondo su pista e di cinque medaglie (di cui un oro) ai campionati europei Elite su pista. Su strada gareggia per il team Cofidis.

## Palmarès

### Pista
- 2014 (Juniores)

Campionati francesi, Inseguimento individuale Junior
- 2015 (Juniores)

Campionati francesi, Inseguimento individuale Junior
Campionati francesi, Scratch Junior
Campionati francesi, Corsa a punti Junior
- 2017

Campionati francesi, Americana (con Laurie Berthon)
- 2018

Campionati francesi, Inseguimento a squadre (con Laurie Berthon, Valentine Fortin e Clara Copponi)
- 2019

Tre sere di Pordenone, Americana (con Clara Copponi)
Campionati francesi, Inseguimento a squadre (con Maëva Paret-Peintre, Valentine Fortin e Clara Copponi)
- 2021

Trois Jours d'Aigle, Inseguimento individuale
Trois Jours d'Aigle, Americana (con Victoire Berteau)
Trois Jours d'Aigle, Omnium
- 2022

Belgian Track Meeting, Scratch
Belgian Track Meeting, Americana (con Clara Copponi)
1ª prova Coppa delle Nazioni, Americana (Glasgow, con Valentine Fortin)
Trois Jours d'Aigle, Inseguimento individuale
Trois Jours d'Aigle, Americana (con Valentine Fortin)
- 2023

Campionati francesi, Omnium
Trofeu Artur Lopes, Scratch
2ª prova Coppa delle Nazioni, Inseguimento a squadre (Il Cairo, con Clara Copponi, Valentine Fortin, Marie Le Net e Victoire Berteau)
Belgian Track Meeting, Americana (con Victoire Berteau)
Trois Jours d'Aigle, Inseguimento individuale
Trois Jours d'Aigle, Scratch
- 2024

Campionati francesi, Inseguimento individuale
Campionati europei, Americana (con Valentine Fortin)
- 2025

Campionati francesi, Inseguimento individuale
Campionati francesi, Corsa a punti
Campionati francesi, Americana (con Flavie Boulais)

### Strada
- 2014 (Juniores)

Chrono des Nations Junior (cronometro)
- 2015 (Juniores)

Chrono des Nations Junior (cronometro)

## Piazzamenti

### Competizioni mondiali
- Campionati del mondo su pista

Astana 2015 - Inseguimento individuale Junior: 2ª
Astana 2015 - Omnium Junior: 5ª
Hong Kong 2017 - Inseguimento a squadre: 7ª
Hong Kong 2017 - Inseguimento individuale: 13ª
Apeldoorn 2018 - Inseguimento a squadre: 7ª
Apeldoorn 2018 - Inseguimento individuale: 14ª
Pruszków 2019 - Inseguimento a squadre: 9ª
Pruszków 2019 - Inseguimento individuale: 19ª
Roubaix 2021 - Inseguimento individuale: 5ª
Roubaix 2021 - Corsa a punti: 4ª
St. Quentin-en-Yv. 2022 - Inseg. a squadre: 3ª
St. Quentin-en-Yv. 2022 - Inseg. individuale: 11ª
Glasgow 2023 - Inseguimento a squadre: 3ª
Glasgow 2023 - Inseguimento individuale: 8ª
Ballerup 2024 - Scratch: 13ª
Ballerup 2024 - Americana: 2ª
- Campionati del mondo su strada

Richmond 2015 - Cronometro Junior: 18ª
Richmond 2015 - In linea Junior: 55ª
Fiandre 2021 - Staffetta mista: 9ª
- Giochi olimpici

Tokyo 2020 - Inseguimento a squadre: 7ª
Parigi 2024 - Inseguimento a squadre: 5ª
Parigi 2024 - Americana: 5ª

### Competizioni continentali
- Campionati europei su pista

Anadia 2014 - Inseguimento individuale Junior: 6ª
Anadia 2014 - Inseguimento a squadre Junior: 3ª
Anadia 2014 - Corsa a punti Junior: 17ª
Atene 2015 - Inseguimento individuale Junior: 2ª
Atene 2015 - Inseguimento a squadre Junior: 3ª
Atene 2015 - Omnium Junior: 3ª
Montichiari 2016 - Inseguimento individuale Under-23: 5ª
Montichiari 2016 - Inseguimento a squadre Under-23: 5ª
Montichiari 2016 - Omnium Under-23: 5ª
Sangalhos 2017 - Inseguimento individuale Under-23: 5ª
Sangalhos 2017 - Scratch Under-23: 12ª
Sangalhos 2017 - Omnium Under-23: 6ª
Sangalhos 2017 - Americana Under-23: 8ª
Berlino 2017 - Inseguimento a squadre: 4ª
Berlino 2017 - Inseguimento individuale: 7ª
Aigle 2018 - Inseguimento individuale Under-23: 9ª
Aigle 2018 - Americana Under-23: 7ª
Gand 2019 - Inseguimento individuale Under-23: 6ª
Gand 2019 - Inseguimento a squadre Under-23: 2ª
Apeldoorn 2019 - Inseguimento a squadre: 4ª
Grenchen 2021 - Inseguimento individuale: 2ª
Grenchen 2021 - Americana: 3ª
Monaco di Baviera 2022 - Inseguimento a squadre: 3ª
Monaco di Baviera 2022 - Inseguimento individuale: 7ª
Monaco di Baviera 2022 - Americana: 2ª
Grenchen 2023 - Inseguimento a squadre: 4ª
Apeldoorn 2024 - Inseguimento a squadre: 7ª
Apeldoorn 2024 - Americana: vincitrice
Heusden-Zolder 2025 - Inseguimento a squadre: 4ª
Heusden-Zolder 2025 - Corsa a punti: 2ª
Heusden-Zolder 2025 - Americana: 3ª
- Campionati europei su strada

Limburgo 2024 - In linea Elite: 64ª